# Dreszcze (film 1981)
Dreszcze – polski psychologiczny film polityczny z 1981 roku w reżyserii Wojciecha Marczewskiego, nakręcony na podstawie autorskiego scenariusza. Tematem filmu są czasy stalinizmu widziane oczyma dorastającego chłopca Tomka Żukowskiego (Tomasz Hudziec), który przeżywa polityczną fascynację komunistyczną propagandą oraz erotyczną fascynację szerzącą ową propagandę druhną-przewodniczką (Teresa Marczewska). Film miał premierę 23 listopada 1981, lecz po wprowadzeniu stanu wojennego w Polsce objęty był zakazem rozpowszechniania. Do dystrybucji kinowej wrócił dopiero w 1984 roku na mocy decyzji podjętej jeszcze pod koniec 1983 roku przez ministra kultury i sztuki Kazimierza Żygulskiego. 

## Fabuła
Akcja filmu rozpoczyna się w 1955 roku. Trzynastoletni Tomek Żukowski doświadcza widoku brutalnego aresztowania ojca przez funkcjonariuszy Urzędu Bezpieczeństwa, po czym zostaje zakwalifikowany na kilkutygodniowy obóz szkoleniowy. Zakochany w druhnie-przewodniczce, fanatycznej zwolenniczce komunistycznej propagandy, przechodzi przemianę psychiczną. W jej wyniku Tomek oddala się od ideałów, które wpajał mu ojciec, a tym samym staje się gorliwym wyznawcą komunizmu. Jednak potajemnie słuchane przez uczestników obozu Radio Wolna Europa donosi o Poznańskim Czerwcu 1956 roku. W wyniku odwilży ustrojowej wielu więźniów politycznych, w tym także ojciec Tomka, zostaje poddanych amnestii i opuszcza więzienie. Również młodzieżowy obóz szkoleniowy zostaje pospiesznie rozwiązany, a Tomek wraca do swoich rodziców.

## Obsada
- Tomasz Hudziec jako Tomek Żukowski
- Teresa Marczewska jako druhna przewodniczka
- Zdzisław Wardejn jako inspektor
- Jerzy Bińczycki jako Cebula, nauczyciel j. polskiego
- Teresa Sawicka jako matka Tomka
- Marlena Andrzejewska jako druhna
- Małgorzata Dobrowolska jako Małgosia
- Mieczysław Łoza jako milicjant
- Ferdynand Matysik jako chłop
- Włodzimierz Kowalewski jako wychowawca obozowy
- Erwin Nowiaszek jako higienista
- Włodzimierz Musiał jako sąsiad
- Małgorzata Pritulak jako matka Tadka
- Ryszard Kotys jako stróż
- Marek Kondrat jako wychowawca klasy
- Marian Opania jako Zbyszek
- Władysław Kowalski jako Ojciec Tomka
- Bogusław Linda jako UB-ek

## Produkcja
Zdjęcia do filmu kręcone były w pałacu w Bożkowie.
W 2005 ukazał się na płycie DVD.

## Odbiór
Rafał Marszałek pisał dla „Kultury”, iż: „Utwór Marczewskiego to jeden z pierwszych filmów z kręgu młodego kina wyzbyty publicystycznej bezwzględności. Ponure doktrynerstwo zetempowskiej generacji podlega tu osądowi jako historyczny błąd, ale nie jako nikczemność”. Z kolei Marek Haltof stwierdzał, że Dreszcze spowija „ciężki, miejscami zbyt oczywisty symbolizm”, czego przykładem jest fotografia Karola Marksa ze łzami w jego oczach, pod koniec filmu zmieszana z błotem. Haltof dodawał, że Dreszcze przypominają Zmory tego samego reżysera ze względu na usadowienie w opresyjnym środowisku, przeżywaną przez bohaterów erotyczną bądź polityczną fascynację oraz obecność postaci manipulatora.

## Nagrody i wyróżnienia
Film zdobył następujące nagrody i wyróżnienia:
- 1981 - Teresa Marczewska Gdynia (do 1986 Gdańsk) (Festiwal Polskich Filmów Fabularnych) - wyróżnienie honorowe za rolę
- 1981 - Wojciech Marczewski Gdynia (Festiwal Filmowy w Gdyni) - Nagroda Główna Jury
- 1981 - Irena Choryńska Gdynia (do 1986 Gdańsk) (Festiwal Polskich Filmów Fabularnych) - wyróżnienie honorowe za montaż
- 1982 - Wojciech Marczewski Berlin (MFF) - "Srebrny Niedźwiedź"
- 1982 - Wojciech Marczewski Berlin (MFF) - nagroda FIPRESCI
- 1982 - Wojciech Marczewski Berlin (MFF) - nagroda OCIC (Międzynarodowa Katolicka Organizacja Filmowa)
- 1982 - Wojciech Marczewski Berlin (MFF) - nagroda Międzynarodowego Zrzeszenia Klubów Filmowych
- 1983 - Wojciech Marczewski Don Kichot (Nagroda PF DKF)[12]